# 小野川秀美
小野川 秀美（おのがわ　ひでみ、1909年8月21日 - 1980年7月20日）は、日本の東洋史学者。学位は、文学博士（論文博士・1961年）（学位論文「清末政治思想研究」）。京都大学名誉教授。

## 生涯
高知県安芸郡生まれ。高知県立高知城北中学校、高知高等学校文科乙類を経て、1933年京都帝国大学文学部史学科（東洋史学専攻）卒業。
東方文化研究所嘱託員を経て、1940年（昭和15年）、東方文化研究所（現：京都大学人文科学研究所）助手就任。1951年（昭和26年）に京都大学人文科学研究所助教授。1961年（昭和36年）学位論文「清末政治思想研究」で文学博士の学位を取得。1965年（昭和40年）に同教授に就任する。1973年、京都大学を定年退官、同大名誉教授の称号を授与される。1973年（昭和48年）奈良大学文学部教授。1980年（昭和55年）奈良大学を定年退職し、4ヶ月後の7月20日に死去。70歳没。

## 略歴
- 1909年8月：高知県安芸郡に生まれる
- 1929年4月：京都帝国大学文学部史学科入学
- 1933年：京都帝国大学文学部史学科（東洋史学専攻）卒業
- 1940年12月：京都大学人文科学研究所助手
- 1951年6月：京都大学人文科学研究所助教授
- 1960年3月：『清末政治思想研究』（東洋史研究会 東洋史研究叢刊8）刊行
- 1960年 - 1962年：『金史語彙集成』（京都大学人文科学研究所）
- 1961年12月：文学博士授与
- 1965年7月：京都大学人文科学研究所教授
- 1969年
  - 1月：『清末政治思想研究 増補版』（みすず書房）刊行
  - 7月：『孫文・毛沢東』（中央公論社 世界の名著64）刊行
- 1970年 - 1972年：『民報索引』（京都大学人文科学研究所）刊行
- 1971年 - 1976年：『宮崎滔天全集』（平凡社 全5巻）刊行
- 1978年1月：『辛亥革命の研究』（島田虔次と共編 筑摩書房）刊行
- 1980年7月：逝去
- 1982年5月：『晩清政治思想研究』（『清末政治思想研究』の中国語（華語版）訳 台北 時報文化出版事業）刊行
- 2009年 - 2010年：『清末政治思想研究』（平凡社 東洋文庫 全2巻）刊行